# Четверо в Судный день
Четверо в Судный день (англ. Four to Doomsday) — вторая серия девятнадцатого сезона британского научно-фантастического телесериала «Доктор Кто», состоящая из четырёх эпизодов, которые были показаны в период с 18 по 26 января 1982 года.

## Сюжет
ТАРДИС приземляется на борту гигантского инопланетного судна, и вышедшие герои замечают следящий за ними летающий дрон с камерой. Команда разделяется, и Доктор с Тиган находят мостик судна, где находятся зеленокожий командир, представляющийся Монархом, правителем Урбанки, и его помощники: министры Радости и Убеждения. Монарха интересует современная цивилизация Земли, и он сообщает: корабль направляется как раз туда. Вскоре министры принимают человеческие формы по эскизам, нарисованным Тиган.
Вскоре вся команда знакомится с четырьмя группами на корабле: древними греками под предводительством философа Бигона, китайскими мандаринами и их лидером Лин Футу, принцессой Виллагрой и представителями народа майя и Куркутжу с его племенем древних австралийских аборигенов. Урбанканцы периодически посещают Землю, каждый раз добираясь до неё быстрее, но это путешествие — последнее: они покидают свой родной мир из-за солнечной активности вместе с тремя миллиардами их народа.
Доктор вскоре узнаёт, что Монарх собирается выпустить смертельный токсин в атмосферу Земли, а также, что все земляне на борту — похищенные из своего времени и превращённые в андроидов, как и сам Монарх с подчинёнными. Вскоре Бигон раскрывает: Монарх высосал из Урбанки все ресурсы и уничтожил тем самым планету, а теперь планирует сделать то же самое с Землёй. Он верит, что если разгонит корабль быстрее света, то сможет путешествовать во времени и станет практически богом.
Однако Доктор намерен свергнуть Монарха. Он удаляет схемы министров, а Монарх, ещё частично живое существо, подвергается действию токсина и погибает. Андроиды улетают подыскивать себе новый мир, а команда ТАРДИС улетает. Однако Нисса неожиданно падает в обморок.

## Трансляции и отзывы
| Эпизод            | Дата показа    | Продолжительность | Телезрители (в миллионах) |
| ----------------- | -------------- | ----------------- | ------------------------- |
| «Часть 1»         | 18 января 1982 | 23:36             | 8,4                       |
| «Часть 2»         | 19 января 1982 | 24:11             | 8,8                       |
| «Часть 3»         | 25 января 1982 | 24:09             | 8,8                       |
| «Часть 4»         | 26 января 1982 | 24:53             | 9,4                       |
| [ 1 ] [ 2 ] [ 3 ] |                |                   |                           |